# فالك هارناك
فالك هارناك (بالألمانية: Falk Harnack)‏ (2 مارس 1913 - 3 سبتمبر 1991) مخرج وكاتب سيناريو ألماني. خلال الحقبة النازية في ألمانيا، كان نشطًا أيضًا مع المقاومة الألمانية وقرب نهاية الحرب العالمية الثانية، الثوار في اليونان. كان هارناك من عائلة من العلماء والفنانين، العديد منهم كانوا نشطين في المقاومة المعادية للنازية ودفعوا حياتهم.

## السنوات المبكرة
كان فالك إريك والتر هارناك الابن الأصغر للرسام كلارا هارناك وني ريشاو والمؤرخ الأدبي أوتو هارناك. ابن شقيق اللاهوتي أدولف فون هارناك وإريك هارناك، أستاذ الصيدلة والكيمياء؛ حفيد اللاهوتي ثيودوسيوس هارناك والأخ الأصغر للفقيه ومقاتل في المقاومة الألمانية أرفيد هارناك. كان أيضًا ابن عم اللاهوتي ديتريش بونهوفر وأرنست فون هارناك، الذين، مثل شقيقه وزوجته ميلدريد هارناك، أصبحوا أيضًا ضحايا للرايخ الثالث.   لم يرى والده، الذي انتحر في عام 1914.

## سنوات الحرب
في عام 1942، اتصل هانز شول وألكسندر شموريل وأعضاء آخرون في مجموعة مقاومة ميونيخ، الوردة البيضاء مع هارناك عن طريق ليلو رامدور ‏، وهو صديق مشترك ذهب إلى المدرسة مع هارناك. من خلاله، كانوا يأملون في بناء علاقة مع أعضاء مقاومة برلين المتورطين مع شقيق هارناك، أرفيد،  هارو شولز-بويسن ‏، هانز فون دونانيي وآخرين. جعلهم هارناك على اتصال مع أبناء عمومته كلاوس وديتريش بونهوفر. في نفس العام، اعترض الجستابو الاتصالات التي كشفت عن وجود الأوركسترا الحمراء وأدت إلى العديد من الاعتقالات. تم إعدام العديد من الذين تم القبض عليهم في وقت لاحق، بما في ذلك شقيق هارناك في 22 ديسمبر 1942، وفي 16 فبراير 1943 شقيقة زوجته، ميلدريد هارناك، مواطن أمريكي. خلال هذه الفترة، كان رامدور مخطوبًا لفالك هارناك، الذي ذكره أرفيد في رسالة وداع لعائلته، كتبها قبل ساعات من إعدامه.

## روابط خارجية
- فالك هارناك على موقع IMDb (الإنجليزية)
- فالك هارناك على موقع مونزينجر (الألمانية)
- فالك هارناك على موقع ألو سيني (الفرنسية)
- فالك هارناك على موقع أول موفي (الإنجليزية)
- فالك هارناك على موقع قاعدة بيانات الأفلام السويدية (السويدية)
- فالك هارناك على موقع ديسكوغز (الإنجليزية)
- فالك هارناك على موقع قاعدة بيانات الفيلم (الإنجليزية)
- فالك هارناك على موقع كينوبويسك (الروسية)